# Плішка Андрій Володимирович
Андрій Володимирович Плішка (14 листопада 1944, с. Росохач, нині Україна — 23 листопада 2014, м. Чернівці, Україна) — український учитель-музикант, хоровий диригент, композитор. Доцент. Заслужений вчитель України. Лавреат літературно-мистецької премії імені Сидора Воробкевича (2004).

## Життєпис
Закінчив Чернівецьке музичне училище (1971), Львівську консерваторію ім. М. Лисенка (1978). Працював викладачем Чернівецької дитячої музичної школи № 3, учителем музики Чернівецької середньої школи № 23, очільником Чернівецького міського методичного об’єднанням учителів музики і співів, керівником народної чоловічої хорової капели «Дзвін» професорсько-викладацького складу Чернівецького університету (переможці телетурніру «Сонячні кларнети» (1979) та народного аматорського чоловічого хору «Буковинці» с. Драчинці Кіцманського району (заснований ним у 1991 році), регентом у храмі Успіння Пресвятої Богородиці у Чернівцях (1990—2014), викладачем церковної музичної культури на філософсько-теологічному факультеті, художнім керівником вокальних ансамблів «Sonoris» і «Горянка», диригентом-хормейстером, керівником народного аматорського колективу «Резонанс» кафедри музики (2012—2014) Чернівецького національного університету ім. Ю. Федьковича (2003—2014).
Голова Чернівецької обласної асоціації діячів фольклору та етнографії, секретар об’єднання композиторів Буковини Чернівецького обласного відділення Національної Всеукраїнської музичної спілки.

### Пам'ять
17 грудня 2015 року у Мармуровій залі Чернівецького національного університету ім. Ю. Федьковича відбувся вечір пам’яті Андрія Плішки.

## Доробок
Автор вокально-хорових творів «Подивися аж світає», «Учітеся брати мої» на слова Тараса Шевченка, «Прощання зі школою», «Буковиночка», «Чернівці», «Горянка», «Наша мова», «Українське слово», «Червоні черешні», «Не збивай зозуле цвіту», «Рідні гори», «Пісенна криниця», «Пісня про Буковину»; обрядових пісень: «Вітальна», «Одруження», «Величальна» та інших; навчальних посібників, хрестоматій, словників-довідників: «Композитори Буковини», «Хорові твори», «Похоронні піснеспіви», «Власні вокально-хорові твори», «Літургію Івана Золотоустого» та багато інших пісенних збірок.
Серед його учнів: Андрій Шкурган, Руслан Зіневич, Андрій Чернюк, брати Дмитро та Назарій Яремчуки.